# Ulf Thorgilsson
Ulf Thorgilsson (fine X secolo – Roskilde, 25 dicembre 1026) fu un jarl danese, padre di re Sweyn II di Danimarca.

## Biografia
La prima fonte che accenna al Ulf Thorgilsson è la contemporanea cronaca anglosassone, dove viene indicato partecipante alla battaglia dell'Helgeå, seguita dalla Chronicon ex chronicis di Florence di Worcester, quale figlio di Thorgils Sprakalägg.
Diverse fonti successive, in particolare il Gesta Danorum e la Knýtlinga saga (scritte circa due secoli dopo la morte di Ulf), riportano svariate informazioni sulla sua attività come capo vichingo e jarl danese.
Tra gli uomini più fidati di Canuto il Grande, lo seguì nella sua campagna in Inghilterra e verso il 1015 ne sposò la sorella Estrid Svendsdatter.
Verso il 1024 fu nominato reggente di Danimarca, probabilmente come tutore e guardiano di Canuto l'Ardito, il giovane figlio di re Canuto.
Poco dopo la partenza di Canuto il Grande per una nuova spedizione in Inghilterra, si alleò con re Olaf II di Norvegia e re Anund Jacob di Svezia facendo proclamare re il giovane Canuto l'Ardito, per governare in suo nome.
Saputo quanto accaduto, Canuto il Grande tornò in Danimarca nel 1026. Ulf cercò di rimediare combattendo nella battaglia dell'Helgeå contro il re norvegese e il re svedese a fianco di Canuto, tuttavia quest'ultimo lo fece uccidere da un huscarl nella chiesa della santissima Trinità (chiesa precedente alla cattedrale di Roskilde) nel giorno di natale del 1026.
Vi sono delle notevoli discordanze nelle fonti. Nella cronaca anglosassone la battaglia è datata 1025, Ulf è posto contro Canuto e la vittoria fu degli svedesi.
Uno dei suoi due figli, Sweyn, in seguito alla morte di tutti i figli di Canuto, divenne re di Danimarca. Sua sorella fu Gytha Thorkelsdaettir, moglie di Godwin, conte di Wessex e madre di re Aroldo II d'Inghilterra.